# Carlos Vidal
Carlos Vidal Lepe (1902. február 24. – 1982. június 7.), chilei válogatott labdarúgó.
A chilei válogatott tagjaként részt vett az 1930-as világbajnokságon illetve az 1935-ös Dél-amerikai bajnokságon.

## Külső hivatkozások
- Carlos Vidal a FIFA.com honlapján Archiválva 2015. február 6-i dátummal a Wayback Machine-ben